# ميلانو-تورينو 2025
ميلانو-تورينو 2025 (بالإيطالية: Milano-Torino 2025) هو سباق دراجات هوائية، وهو الموسم 106 من ميلانو-تورينو، وأقيم في 19 مارس 2025 ضمن سباقات سلسلة سباقات الاتحاد الدولي للدراجات للمحترفين 2025.
فاز بالمركز الأول إسحاق ديل تورو ‏، وحلَّ في المركز الثاني Ben Tulett ‏، بينما جاء توبياس هالاند يوهانسن في المركز الثالث.

## الفرق
| فرق عالمية (6)- EF Education-EasyPost - Intermarché-Wanty - Movistar Team - Team Picnic-PostNL - UAE Team Emirates XRG - XDS Astana Team فرق برو (11)- Equipo Kern Pharma ‏ - Israel-Premier Tech - فريق الدراجات Q36.5 ‏ - Team Solution Tech–Vini Fantini ‏ - إيولو كوميت ‏ - سويس ريسينغ أكادمي ‏ - Team TotalEnergies - Unibet Tietema Rockets ‏ - أونو-إكس موبيليتي ‏ - VF Group-Bardiani CSF-Faizanè - بنجوال باوليز ساوكس دبليو بي ‏ فرق قارية (2)- JCL Team Ukyo ‏ - كولباك ‏ |  |
| |  |

## المشاركون
| XDS Astana Team XAT          | XDS Astana Team XAT  | XDS Astana Team XAT |
| ---------------------------- | -------------------- | ------------------- |
| م                            | عداء                 | مرتبة               |
| 1                            | ألبرتو بيتول (طريق)  | 42                  |
| 2                            | دافيد باليريني       | 85                  |
| 3                            | Nicola Conci ‏        | 34                  |
| 4                            | لورينزو فورتوناتو    | 8                   |
| 5                            | Harold Martín López ‏ | 9                   |
| 6                            | Harold Tejada ‏       | 51                  |
| 7                            | دييغو يليسي          | 12                  |
| مدير الرياضة: ستيفانو زانيني |                      |                     |

| EF Education-EasyPost EFE     | EF Education-EasyPost EFE | EF Education-EasyPost EFE |
| ----------------------------- | ------------------------- | ------------------------- |
| م                             | عداء                      | مرتبة                     |
| 11                            | Samuele Battistella ‏      | لم يكمل السباق            |
| 12                            | Markel Beloki ‏            | 38                        |
| 13                            | ريتشارد كاراباز           | 16                        |
| 14                            | ألكساندر سيبيدا           | 7                         |
| 15                            | Alastair Mackellar ‏       | 103                       |
| 16                            | Jack Rootkin-Gray ‏        | 115                       |
| 17                            | Max Walker (cyclist) ‏     | لم يبدأ                   |
| مدير الرياضة: تشارلز ويجيليوس |                           |                           |

| Equipo Kern Pharma ‏ EKP | Equipo Kern Pharma ‏ EKP    | Equipo Kern Pharma ‏ EKP |
| ----------------------- | -------------------------- | ----------------------- |
| م                       | عداء                       | مرتبة                   |
| 21                      | Hugo Aznar ‏                | 111                     |
| 22                      | Urko Berrade ‏              | 22                      |
| 23                      | ESP                        | 54                      |
| 24                      | Jorge Gutiérrez (cyclist) ‏ | لم يكمل السباق          |
| 25                      | José Félix Parra ‏          | 19                      |
| 26                      | إيفان سوسا                 | 21                      |
| 27                      | Diego Uriarte ‏             | 89                      |
| مدير الرياضة:           |                            |                         |

| Intermarché-Wanty IWA    | Intermarché-Wanty IWA | Intermarché-Wanty IWA |
| ------------------------ | --------------------- | --------------------- |
| م                        | عداء                  | مرتبة                 |
| 31                       | ديون سميث             | لم يبدأ               |
| 32                       | Kevin Colleoni ‏       | 69                    |
| 33                       | Alexy Faure Prost ‏    | 56                    |
| 34                       | Kobe Goossens ‏        | لم يكمل السباق        |
| 35                       | Simone Gualdi ‏        | 26                    |
| 36                       | Maxence Place‏         | 74                    |
| 37                       | Jonas Rutsch ‏         | 43                    |
| مدير الرياضة: بارت ويلنس |                       |                       |

| Israel-Premier Tech IPT         | Israel-Premier Tech IPT | Israel-Premier Tech IPT |
| ------------------------------- | ----------------------- | ----------------------- |
| م                               | عداء                    | مرتبة                   |
| 41                              | مايكل وودز (طريق)       | لم يكمل السباق          |
| 42                              | جورج بينيت              | 25                      |
| 43                              | سيمون كلارك             | 68                      |
| 44                              | Pau Martí ‏              | 39                      |
| 45                              | نيك شولتز               | 40                      |
| 46                              | Riley Sheehan ‏          | لم يبدأ                 |
| 47                              | Kiaan Watts ‏            | 118                     |
| مدير الرياضة: Francesco Frassi ‏ |                         |                         |

| JCL Team Ukyo ‏ JCL         | JCL Team Ukyo ‏ JCL     | JCL Team Ukyo ‏ JCL |
| -------------------------- | ---------------------- | ------------------ |
| م                          | عداء                   | مرتبة              |
| 51                         | Nahom Zeray ‏           | 20                 |
| 52                         | Marc Cabedo Hernández ‏ | 76                 |
| 53                         | Alessandro Fancellu ‏   | 57                 |
| 54                         | Manabu Ishibashi ‏      | 121                |
| 55                         | Koki Kamada‏            | 120                |
| 56                         | مارينو كوباياشي (طريق) | 91                 |
| 57                         | Nariyuki Masuda ‏       | 113                |
| مدير الرياضة: ألبرتو فولبي |                        |                    |

| كولباك ‏ MBH                    | كولباك ‏ MBH       | كولباك ‏ MBH |
| ------------------------------ | ----------------- | ----------- |
| م                              | عداء              | مرتبة       |
| 61                             | Matteo Ambrosini ‏ | 71          |
| 62                             | ITA               | 122         |
| 63                             | Edoardo Cipollini‏ | 99          |
| 64                             | Luca Cretti ‏      | 59          |
| 65                             | ITA               | 123         |
| 66                             | Márk Valent‏       | 81          |
| 67                             | HUN               | 112         |
| مدير الرياضة: Gianluca Valoti ‏ |                   |             |

| Movistar Team MOV          | Movistar Team MOV          | Movistar Team MOV |
| -------------------------- | -------------------------- | ----------------- |
| م                          | عداء                       | مرتبة             |
| 71                         | إينر روبيو                 | 5                 |
| 72                         | Manlio Moro ‏               | 104               |
| 73                         | دافيد فورمولو              | 53                |
| 74                         | Michel Hessmann ‏           | 108               |
| 75                         | Lorenzo Milesi ‏            | 37                |
| 76                         | Diego Pescador ‏            | 50                |
| 77                         | Natnael Tesfatsion ‏ (طريق) | 80                |
| مدير الرياضة: ماكس سياندري |                            |                   |

| فريق الدراجات Q36.5 ‏ Q36          | فريق الدراجات Q36.5 ‏ Q36 | فريق الدراجات Q36.5 ‏ Q36 |
| --------------------------------- | ------------------------ | ------------------------ |
| م                                 | عداء                     | مرتبة                    |
| 81                                | ماتيو باديلاتي           | 36                       |
| 82                                | Walter Calzoni ‏          | 70                       |
| 83                                | Fabio Christen ‏          | 63                       |
| 84                                | ديفيد دي لا كروز         | 17                       |
| 85                                | داميان هاوسون            | 15                       |
| 86                                | Milan Vader ‏             | 30                       |
| 87                                | Nickolas Zukowsky ‏       | 78                       |
| مدير الرياضة: Gabriele Missaglia ‏ |                          |                          |

| Team Solution Tech–Vini Fantini ‏ TFT | Team Solution Tech–Vini Fantini ‏ TFT | Team Solution Tech–Vini Fantini ‏ TFT |
| ------------------------------------ | ------------------------------------ | ------------------------------------ |
| م                                    | عداء                                 | مرتبة                                |
| 91                                   | كريستيان سباراغلي                    | 92                                   |
| 92                                   | دافيد بالداكيني ‏                     | 84                                   |
| 93                                   | فاليريو كونتي                        | 93                                   |
| 94                                   | Felix James Meo ‏                     | 106                                  |
| 95                                   | ITA                                  | 105                                  |
| 96                                   | مارك ستيوارت                         | 62                                   |
| 97                                   | Kyrylo Tsarenko ‏                     | 31                                   |
| مدير الرياضة: Serge Parsani ‏         |                                      |                                      |

| Unibet Tietema Rockets ‏ RKT | Unibet Tietema Rockets ‏ RKT  | Unibet Tietema Rockets ‏ RKT |
| --------------------------- | ---------------------------- | --------------------------- |
| م                           | عداء                         | مرتبة                       |
| 101                         | جيوفاني كاربوني              | 35                          |
| 102                         | Cedrik Bakke Christophersen ‏ | 61                          |
| 103                         | Baptiste Huyet ‏              | 48                          |
| 104                         | Sergio Meris ‏                | 55                          |
| 105                         | Adrien Maire ‏                | 94                          |
| 106                         | Adam Ťoupalík ‏               | 72                          |
| مدير الرياضة: Sverre Vik ‏   |                              |                             |

| Team Picnic-PostNL TPP | Team Picnic-PostNL TPP   | Team Picnic-PostNL TPP |
| ---------------------- | ------------------------ | ---------------------- |
| م                      | عداء                     | مرتبة                  |
| 111                    | Kevin Vermaerke ‏         | 27                     |
| 112                    | Vincent Bodet‏            | 65                     |
| 113                    | Bjoern Koerdt ‏           | 47                     |
| 114                    | Niklas Märkl ‏            | 114                    |
| 115                    | Juan Guillermo Martínez ‏ | 24                     |
| 116                    | Bram Welten ‏             | 119                    |
| مدير الرياضة:          |                          |                        |

| إيولو كوميت ‏ PTV              | إيولو كوميت ‏ PTV    | إيولو كوميت ‏ PTV |
| ----------------------------- | ------------------- | ---------------- |
| م                             | عداء                | مرتبة            |
| 121                           | Davide De Cassan ‏   | 88               |
| 122                           | Mattia Bais ‏        | 60               |
| 123                           | ESP                 | 41               |
| 124                           | Germán Darío Gómez ‏ | 23               |
| 125                           | Álex Martín ‏        | 45               |
| 126                           | Andrea Pietrobon ‏   | 95               |
| 127                           | Alessandro Tonelli ‏ | 52               |
| مدير الرياضة: Giovanni Ellena‏ |                     |                  |

| Team Visma \| Lease a Bike TVL | Team Visma \| Lease a Bike TVL | Team Visma \| Lease a Bike TVL |
| ------------------------------ | ------------------------------ | ------------------------------ |
| م                              | عداء                           | مرتبة                          |
| 131                            | توش فان دير ساندي              | 109                            |
| 133                            | Tijmen Graat ‏                  | 73                             |
| 134                            | Pietro Mattio ‏                 | 86                             |
| 135                            | Jørgen Nordhagen ‏              | 58                             |
| 136                            | GBR                            | 102                            |
| 137                            | Ben Tulett ‏                    | 2                              |
| مدير الرياضة: آدي انجلز        |                                |                                |

| Team TotalEnergies TEN         | Team TotalEnergies TEN | Team TotalEnergies TEN |
| ------------------------------ | ---------------------- | ---------------------- |
| م                              | عداء                   | مرتبة                  |
| 141                            | بيير لاتور             | 32                     |
| 142                            | Steff Cras ‏            | 11                     |
| 143                            | Joris Delbove ‏         | 67                     |
| 144                            | Fabien Doubey ‏         | 66                     |
| 145                            | Jordan Jegat ‏          | 13                     |
| 146                            | Valentin Retailleau ‏   | 101                    |
| 147                            | Baptiste Vadic ‏        | 100                    |
| مدير الرياضة: Lylian Lebreton ‏ |                        |                        |

| سويس ريسينغ أكادمي ‏ TUD    | سويس ريسينغ أكادمي ‏ TUD | سويس ريسينغ أكادمي ‏ TUD |
| -------------------------- | ----------------------- | ----------------------- |
| م                          | عداء                    | مرتبة                   |
| 151                        | مايكل ستورر             | 10                      |
| 152                        | Marco Brenner ‏ (طريق)   | 117                     |
| 153                        | مارك هيرشي              | 14                      |
| 154                        | Florian Stork ‏          | 28                      |
| 155                        | Roland Thalmann ‏        | 107                     |
| 156                        | Hannes Wilksch ‏         | 82                      |
| 157                        | Luc Wirtgen ‏            | 116                     |
| مدير الرياضة: ماتيو توساتو |                         |                         |

| UAE Team Emirates XRG UAD                  | UAE Team Emirates XRG UAD | UAE Team Emirates XRG UAD |
| ------------------------------------------ | ------------------------- | ------------------------- |
| م                                          | عداء                      | مرتبة                     |
| 161                                        | آدم ييتس                  | 4                         |
| 162                                        | Igor Arrieta ‏             | 64                        |
| 163                                        | Alessandro Covi ‏          | 49                        |
| 164                                        | إسحاق ديل تورو ‏           | 1                         |
| 165                                        | Julius Johansen ‏          | 98                        |
| 166                                        | فيجارد ستيك لاينجن        | 97                        |
| 167                                        | ITA                       | 90                        |
| مدير الرياضة: فابيو بالداتو, ماركو مارزانو |                           |                           |

| أونو-إكس موبيليتي ‏ UXM  | أونو-إكس موبيليتي ‏ UXM      | أونو-إكس موبيليتي ‏ UXM |
| ----------------------- | --------------------------- | ---------------------- |
| م                       | عداء                        | مرتبة                  |
| 171                     | جوناس إبراهمسين ‏            | 87                     |
| 172                     | Fredrik Dversnes ‏           | 79                     |
| 173                     | Ådne Holter ‏                | 75                     |
| 174                     | Anders Halland Johannessen ‏ | 6                      |
| 175                     | توبياس هالاند يوهانسن       | 3                      |
| 176                     | يوهانس كولسيت ‏              | 33                     |
| 177                     | أندرس سكارسيث               | 110                    |
| مدير الرياضة: جبريل راش |                             |                        |

| VF Group-Bardiani CSF-Faizanè VBF | VF Group-Bardiani CSF-Faizanè VBF | VF Group-Bardiani CSF-Faizanè VBF |
| --------------------------------- | --------------------------------- | --------------------------------- |
| م                                 | عداء                              | مرتبة                             |
| 181                               | Martin Santiago Herreño ‏          | 96                                |
| 182                               | Martin Marcellusi ‏                | 77                                |
| 183                               | Alessio Martinelli ‏               | 83                                |
| 184                               | Luca Paletti ‏                     | 46                                |
| 185                               | Alessandro Pinarello ‏             | 18                                |
| 186                               | Vicente Rojas ‏                    | 44                                |
| 187                               | Alex Tolio ‏                       | 29                                |
| مدير الرياضة:                     |                                   |                                   |

| XDS Astana Team XAT          | XDS Astana Team XAT  | XDS Astana Team XAT |
| ---------------------------- | -------------------- | ------------------- |
| م                            | عداء                 | مرتبة               |
| 1                            | ألبرتو بيتول (طريق)  | 42                  |
| 2                            | دافيد باليريني       | 85                  |
| 3                            | Nicola Conci ‏        | 34                  |
| 4                            | لورينزو فورتوناتو    | 8                   |
| 5                            | Harold Martín López ‏ | 9                   |
| 6                            | Harold Tejada ‏       | 51                  |
| 7                            | دييغو يليسي          | 12                  |
| مدير الرياضة: ستيفانو زانيني |                      |                     |

| EF Education-EasyPost EFE     | EF Education-EasyPost EFE | EF Education-EasyPost EFE |
| ----------------------------- | ------------------------- | ------------------------- |
| م                             | عداء                      | مرتبة                     |
| 11                            | Samuele Battistella ‏      | لم يكمل السباق            |
| 12                            | Markel Beloki ‏            | 38                        |
| 13                            | ريتشارد كاراباز           | 16                        |
| 14                            | ألكساندر سيبيدا           | 7                         |
| 15                            | Alastair Mackellar ‏       | 103                       |
| 16                            | Jack Rootkin-Gray ‏        | 115                       |
| 17                            | Max Walker (cyclist) ‏     | لم يبدأ                   |
| مدير الرياضة: تشارلز ويجيليوس |                           |                           |

| Equipo Kern Pharma ‏ EKP | Equipo Kern Pharma ‏ EKP    | Equipo Kern Pharma ‏ EKP |
| ----------------------- | -------------------------- | ----------------------- |
| م                       | عداء                       | مرتبة                   |
| 21                      | Hugo Aznar ‏                | 111                     |
| 22                      | Urko Berrade ‏              | 22                      |
| 23                      | ESP                        | 54                      |
| 24                      | Jorge Gutiérrez (cyclist) ‏ | لم يكمل السباق          |
| 25                      | José Félix Parra ‏          | 19                      |
| 26                      | إيفان سوسا                 | 21                      |
| 27                      | Diego Uriarte ‏             | 89                      |
| مدير الرياضة:           |                            |                         |

| Intermarché-Wanty IWA    | Intermarché-Wanty IWA | Intermarché-Wanty IWA |
| ------------------------ | --------------------- | --------------------- |
| م                        | عداء                  | مرتبة                 |
| 31                       | ديون سميث             | لم يبدأ               |
| 32                       | Kevin Colleoni ‏       | 69                    |
| 33                       | Alexy Faure Prost ‏    | 56                    |
| 34                       | Kobe Goossens ‏        | لم يكمل السباق        |
| 35                       | Simone Gualdi ‏        | 26                    |
| 36                       | Maxence Place‏         | 74                    |
| 37                       | Jonas Rutsch ‏         | 43                    |
| مدير الرياضة: بارت ويلنس |                       |                       |

| Israel-Premier Tech IPT         | Israel-Premier Tech IPT | Israel-Premier Tech IPT |
| ------------------------------- | ----------------------- | ----------------------- |
| م                               | عداء                    | مرتبة                   |
| 41                              | مايكل وودز (طريق)       | لم يكمل السباق          |
| 42                              | جورج بينيت              | 25                      |
| 43                              | سيمون كلارك             | 68                      |
| 44                              | Pau Martí ‏              | 39                      |
| 45                              | نيك شولتز               | 40                      |
| 46                              | Riley Sheehan ‏          | لم يبدأ                 |
| 47                              | Kiaan Watts ‏            | 118                     |
| مدير الرياضة: Francesco Frassi ‏ |                         |                         |

| JCL Team Ukyo ‏ JCL         | JCL Team Ukyo ‏ JCL     | JCL Team Ukyo ‏ JCL |
| -------------------------- | ---------------------- | ------------------ |
| م                          | عداء                   | مرتبة              |
| 51                         | Nahom Zeray ‏           | 20                 |
| 52                         | Marc Cabedo Hernández ‏ | 76                 |
| 53                         | Alessandro Fancellu ‏   | 57                 |
| 54                         | Manabu Ishibashi ‏      | 121                |
| 55                         | Koki Kamada‏            | 120                |
| 56                         | مارينو كوباياشي (طريق) | 91                 |
| 57                         | Nariyuki Masuda ‏       | 113                |
| مدير الرياضة: ألبرتو فولبي |                        |                    |

| كولباك ‏ MBH                    | كولباك ‏ MBH       | كولباك ‏ MBH |
| ------------------------------ | ----------------- | ----------- |
| م                              | عداء              | مرتبة       |
| 61                             | Matteo Ambrosini ‏ | 71          |
| 62                             | ITA               | 122         |
| 63                             | Edoardo Cipollini‏ | 99          |
| 64                             | Luca Cretti ‏      | 59          |
| 65                             | ITA               | 123         |
| 66                             | Márk Valent‏       | 81          |
| 67                             | HUN               | 112         |
| مدير الرياضة: Gianluca Valoti ‏ |                   |             |

| Movistar Team MOV          | Movistar Team MOV          | Movistar Team MOV |
| -------------------------- | -------------------------- | ----------------- |
| م                          | عداء                       | مرتبة             |
| 71                         | إينر روبيو                 | 5                 |
| 72                         | Manlio Moro ‏               | 104               |
| 73                         | دافيد فورمولو              | 53                |
| 74                         | Michel Hessmann ‏           | 108               |
| 75                         | Lorenzo Milesi ‏            | 37                |
| 76                         | Diego Pescador ‏            | 50                |
| 77                         | Natnael Tesfatsion ‏ (طريق) | 80                |
| مدير الرياضة: ماكس سياندري |                            |                   |

| فريق الدراجات Q36.5 ‏ Q36          | فريق الدراجات Q36.5 ‏ Q36 | فريق الدراجات Q36.5 ‏ Q36 |
| --------------------------------- | ------------------------ | ------------------------ |
| م                                 | عداء                     | مرتبة                    |
| 81                                | ماتيو باديلاتي           | 36                       |
| 82                                | Walter Calzoni ‏          | 70                       |
| 83                                | Fabio Christen ‏          | 63                       |
| 84                                | ديفيد دي لا كروز         | 17                       |
| 85                                | داميان هاوسون            | 15                       |
| 86                                | Milan Vader ‏             | 30                       |
| 87                                | Nickolas Zukowsky ‏       | 78                       |
| مدير الرياضة: Gabriele Missaglia ‏ |                          |                          |

| Team Solution Tech–Vini Fantini ‏ TFT | Team Solution Tech–Vini Fantini ‏ TFT | Team Solution Tech–Vini Fantini ‏ TFT |
| ------------------------------------ | ------------------------------------ | ------------------------------------ |
| م                                    | عداء                                 | مرتبة                                |
| 91                                   | كريستيان سباراغلي                    | 92                                   |
| 92                                   | دافيد بالداكيني ‏                     | 84                                   |
| 93                                   | فاليريو كونتي                        | 93                                   |
| 94                                   | Felix James Meo ‏                     | 106                                  |
| 95                                   | ITA                                  | 105                                  |
| 96                                   | مارك ستيوارت                         | 62                                   |
| 97                                   | Kyrylo Tsarenko ‏                     | 31                                   |
| مدير الرياضة: Serge Parsani ‏         |                                      |                                      |

| Unibet Tietema Rockets ‏ RKT | Unibet Tietema Rockets ‏ RKT  | Unibet Tietema Rockets ‏ RKT |
| --------------------------- | ---------------------------- | --------------------------- |
| م                           | عداء                         | مرتبة                       |
| 101                         | جيوفاني كاربوني              | 35                          |
| 102                         | Cedrik Bakke Christophersen ‏ | 61                          |
| 103                         | Baptiste Huyet ‏              | 48                          |
| 104                         | Sergio Meris ‏                | 55                          |
| 105                         | Adrien Maire ‏                | 94                          |
| 106                         | Adam Ťoupalík ‏               | 72                          |
| مدير الرياضة: Sverre Vik ‏   |                              |                             |

| Team Picnic-PostNL TPP | Team Picnic-PostNL TPP   | Team Picnic-PostNL TPP |
| ---------------------- | ------------------------ | ---------------------- |
| م                      | عداء                     | مرتبة                  |
| 111                    | Kevin Vermaerke ‏         | 27                     |
| 112                    | Vincent Bodet‏            | 65                     |
| 113                    | Bjoern Koerdt ‏           | 47                     |
| 114                    | Niklas Märkl ‏            | 114                    |
| 115                    | Juan Guillermo Martínez ‏ | 24                     |
| 116                    | Bram Welten ‏             | 119                    |
| مدير الرياضة:          |                          |                        |

| إيولو كوميت ‏ PTV              | إيولو كوميت ‏ PTV    | إيولو كوميت ‏ PTV |
| ----------------------------- | ------------------- | ---------------- |
| م                             | عداء                | مرتبة            |
| 121                           | Davide De Cassan ‏   | 88               |
| 122                           | Mattia Bais ‏        | 60               |
| 123                           | ESP                 | 41               |
| 124                           | Germán Darío Gómez ‏ | 23               |
| 125                           | Álex Martín ‏        | 45               |
| 126                           | Andrea Pietrobon ‏   | 95               |
| 127                           | Alessandro Tonelli ‏ | 52               |
| مدير الرياضة: Giovanni Ellena‏ |                     |                  |

| Team Visma \| Lease a Bike TVL | Team Visma \| Lease a Bike TVL | Team Visma \| Lease a Bike TVL |
| ------------------------------ | ------------------------------ | ------------------------------ |
| م                              | عداء                           | مرتبة                          |
| 131                            | توش فان دير ساندي              | 109                            |
| 133                            | Tijmen Graat ‏                  | 73                             |
| 134                            | Pietro Mattio ‏                 | 86                             |
| 135                            | Jørgen Nordhagen ‏              | 58                             |
| 136                            | GBR                            | 102                            |
| 137                            | Ben Tulett ‏                    | 2                              |
| مدير الرياضة: آدي انجلز        |                                |                                |

| Team TotalEnergies TEN         | Team TotalEnergies TEN | Team TotalEnergies TEN |
| ------------------------------ | ---------------------- | ---------------------- |
| م                              | عداء                   | مرتبة                  |
| 141                            | بيير لاتور             | 32                     |
| 142                            | Steff Cras ‏            | 11                     |
| 143                            | Joris Delbove ‏         | 67                     |
| 144                            | Fabien Doubey ‏         | 66                     |
| 145                            | Jordan Jegat ‏          | 13                     |
| 146                            | Valentin Retailleau ‏   | 101                    |
| 147                            | Baptiste Vadic ‏        | 100                    |
| مدير الرياضة: Lylian Lebreton ‏ |                        |                        |

| سويس ريسينغ أكادمي ‏ TUD    | سويس ريسينغ أكادمي ‏ TUD | سويس ريسينغ أكادمي ‏ TUD |
| -------------------------- | ----------------------- | ----------------------- |
| م                          | عداء                    | مرتبة                   |
| 151                        | مايكل ستورر             | 10                      |
| 152                        | Marco Brenner ‏ (طريق)   | 117                     |
| 153                        | مارك هيرشي              | 14                      |
| 154                        | Florian Stork ‏          | 28                      |
| 155                        | Roland Thalmann ‏        | 107                     |
| 156                        | Hannes Wilksch ‏         | 82                      |
| 157                        | Luc Wirtgen ‏            | 116                     |
| مدير الرياضة: ماتيو توساتو |                         |                         |

| UAE Team Emirates XRG UAD                  | UAE Team Emirates XRG UAD | UAE Team Emirates XRG UAD |
| ------------------------------------------ | ------------------------- | ------------------------- |
| م                                          | عداء                      | مرتبة                     |
| 161                                        | آدم ييتس                  | 4                         |
| 162                                        | Igor Arrieta ‏             | 64                        |
| 163                                        | Alessandro Covi ‏          | 49                        |
| 164                                        | إسحاق ديل تورو ‏           | 1                         |
| 165                                        | Julius Johansen ‏          | 98                        |
| 166                                        | فيجارد ستيك لاينجن        | 97                        |
| 167                                        | ITA                       | 90                        |
| مدير الرياضة: فابيو بالداتو, ماركو مارزانو |                           |                           |

| أونو-إكس موبيليتي ‏ UXM  | أونو-إكس موبيليتي ‏ UXM      | أونو-إكس موبيليتي ‏ UXM |
| ----------------------- | --------------------------- | ---------------------- |
| م                       | عداء                        | مرتبة                  |
| 171                     | جوناس إبراهمسين ‏            | 87                     |
| 172                     | Fredrik Dversnes ‏           | 79                     |
| 173                     | Ådne Holter ‏                | 75                     |
| 174                     | Anders Halland Johannessen ‏ | 6                      |
| 175                     | توبياس هالاند يوهانسن       | 3                      |
| 176                     | يوهانس كولسيت ‏              | 33                     |
| 177                     | أندرس سكارسيث               | 110                    |
| مدير الرياضة: جبريل راش |                             |                        |

| VF Group-Bardiani CSF-Faizanè VBF | VF Group-Bardiani CSF-Faizanè VBF | VF Group-Bardiani CSF-Faizanè VBF |
| --------------------------------- | --------------------------------- | --------------------------------- |
| م                                 | عداء                              | مرتبة                             |
| 181                               | Martin Santiago Herreño ‏          | 96                                |
| 182                               | Martin Marcellusi ‏                | 77                                |
| 183                               | Alessio Martinelli ‏               | 83                                |
| 184                               | Luca Paletti ‏                     | 46                                |
| 185                               | Alessandro Pinarello ‏             | 18                                |
| 186                               | Vicente Rojas ‏                    | 44                                |
| 187                               | Alex Tolio ‏                       | 29                                |
| مدير الرياضة:                     |                                   |                                   |

## التصنيف العام النهائي
| التصنيف العام | التصنيف العام               | التصنيف العام              | التصنيف العام | التصنيف العام |
| العداء        | العداء                      | الفريق                     | الوقت         |               |
| ------------- | --------------------------- | -------------------------- | ------------- | ------------- |
| 1             | إسحاق ديل تورو ‏             | فريق الإمارات              | 3 س 56 د 49 ث |               |
| 2             | Ben Tulett ‏                 | Team Visma \| Lease a Bike | + 1 ث         |               |
| 3             | توبياس هالاند يوهانسن       | أونو-إكس موبيليتي ‏         | + 9 ث         |               |
| 4             | آدم ييتس                    | فريق الإمارات              | + 24 ث        |               |
| 5             | إينر روبيو                  | موفيستار                   | + 27 ث        |               |
| 6             | Anders Halland Johannessen ‏ | أونو-إكس موبيليتي ‏         | + 34 ث        |               |
| 7             | جيفرسون سيبيدا              | موفيستار                   | + 37 ث        |               |
| 8             | لورينزو فورتوناتو           | فريق آستانا                | + 38 ث        |               |
| 9             | Harold Martín López ‏        | فريق آستانا                | + 40 ث        |               |
| 10            | مايكل ستورر                 | سويس ريسينغ أكادمي ‏        | + 41 ث        |               |
|               |                             |                            |               |               |
|               |                             |                            |               |               |

## وصلات خارجية
- الموقع الرسمي
- ميلانو-تورينو 2025 على موقع إحصائيات الدراجات الإحترافية (الإنجليزية)